# Spodiopogon dubius
Spodiopogon dubius är en gräsart som beskrevs av Eduard Hackel. Spodiopogon dubius ingår i släktet Spodiopogon och familjen gräs. Inga underarter finns listade i Catalogue of Life.